# ポップンガール・ヒデキ
『ポップンガール・ヒデキ』は、西城秀樹の13枚目のオリジナル・アルバム。1981年7月5日にRCAから発売された。

## 解説
ヒットシングル「リトルガール」をはじめ、西城が「ポップン・ロール」と銘打った音楽にふさわしい曲が収録されている。
元はっぴいえんどの松本隆、大瀧詠一、鈴木茂のトリオが2曲、近田春夫が2曲、横浜銀蝿が1曲をそれぞれ提供している。
2022年12月23日、GOH HOTODAによるデジタルリマスタリング復刻盤（Blu-spec CD2、紙ジャケット仕様）が発売された。

## 収録曲
| #   | タイトル                           | 作詞     | 作曲     | 編曲     |
| --- | ---------------------------------- | -------- | -------- | -------- |
| A1. | 「サマーナイト・レディー」         | 竜真知子 | 水谷公生 | 水谷公生 |
| A2. | 「ミッドナイト・ストリート」       | 横浜銀蠅 | 横浜銀蠅 | 若草恵   |
| A3. | 「リトルガール」                   | 竜真知子 | 水谷公生 | 水谷公生 |
| A4. | 「アメイジング・ガール」           | 近田春夫 | 近田春夫 | 大谷和夫 |
| A5. | 「スウィート・ソウル・アクション」 | 近田春夫 | 近田春夫 | 大谷和夫 |
| B1. | 「スポーツ・ガール」               | 松本隆   | 大瀧詠一 | 鈴木茂   |
| B2. | 「ロンサム・シティー」             | 松本隆   | 大瀧詠一 | 鈴木茂   |
| B3. | 「夏の妹」                         | 康珍化   | 和泉常寛 | 大谷和夫 |
| B4. | 「POP'N ROLL SPRING」              | 伊達歩   | 鹿島豪也 | 佐藤準   |
| B5. | 「サマー・ガール」                 | 竜真知子 | 水谷公生 | 船山基紀 |